# Lian Junjie
Lian Junjie (chinesisch 練俊傑 / 练俊杰, Pinyin Liàn Jùnjié; * 3. November 2000 in Wuzhou) ist ein chinesischer Wasserspringer.

## Erfolge
Lian Junjie gelangen seine ersten internationalen Erfolge bei den Weltmeisterschaften 2017 in Budapest und 2019 in Gwangju, bei denen er jeweils den Titel im Mixed-Synchronspringen vom Zehn-Meter-Turm gewann. 2017 siegte er mit Ren Qian, zwei Jahre darauf war Si Yajie seine Partnerin. Dazwischen nahm er 2018 an den Olympischen Jugend-Sommerspielen in Buenos Aires teil, bei denen er zwei Silbermedaillen vom Zehn-Meter-Turm gewann: im Einzel sowie im Mixed mit Elena Wassen. Mit Yang Hao wurde er 2022 wiederum in Budapest auch im Synchronspringen vom Zehn-Meter-Turm Weltmeister. Bei den 2023 ausgetragenen Asienspielen 2022 in Hangzhou sicherten sich die beiden in dieser Disziplin ebenfalls die Goldmedaille und wiederholten diesen Erfolg sowohl bei den Weltmeisterschaften 2023 in Fukuoka als auch bei den Weltmeisterschaften 2024 in Doha. Darüber hinaus belegte Lian bei den Weltmeisterschaften 2023 im Turmspringen den zweiten Platz hinter Cassiel Rousseau.
Bereits mit dem Gewinn der Weltmeisterschaften 2023 qualifizierte er sich mit Yang Hao für das Synchronspringen vom Zehn-Meter-Turm bei den Olympischen Spielen 2024 in Paris. In dem olympischen Wettkampf gelang es Lian und Yang in allen sechs Sprüngen die höchste Wertung zu erzielen. Mit 490,35 Punkten gewannen sie den Wettbewerb, womit die beiden Olympiasieger wurden und die Goldmedaille erhielten. Auf Rang zwei folgten die Briten Tom Daley und Noah Williams mit 463,44 Punkten, Rang drei belegten die Kanadier Rylan Wiens und Nathan Zsombor-Murray mit 422,13 Punkten.